# Mohamed Youssouf
Mohamed Youssouf (ur. 26 marca 1988 w Paryżu) – komoryjski piłkarz występujący na pozycji pomocnika. Zawodnik Lewadiakosu.

## Kariera klubowa
Youssouf urodził się we Francji w rodzinie pochodzenia komoryjskiego. Seniorską karierę rozpoczynał w 2007 roku w drugoligowym zespole Le Havre AC. W 2008 roku awansował z nim do Ligue 1. W tych rozgrywkach zadebiutował 9 sierpnia 2008 roku w wygranym 1:0 pojedynku z OGC Nice. W 2009 roku spadł z klubem do Ligue 2. Sezon 2010/2011 spędził na wypożyczeniu w US Créteil-Lusitanos z Championnat National.
W połowie 2011 roku Youssouf podpisał kontrakt z innym zespołem Championnat National, Vannes OC.

## Kariera reprezentacyjna
W reprezentacji Komorów Youssouf zadebiutował w 2011 roku.